# Ronde van Italië 2019/Vijftiende etappe
De vijftiende etappe van de Ronde van Italië 2019 was een rit over 232 kilometer tussen Ivrea en Como. Na een redelijk vlakke aanloop voert de etappe over de Madonna del Ghisallo - bekende uit de Ronde van Lombardije -, de Colma di Sormano en de Civiglio. Richard Carapaz hield de leiding vast, terwijl concurrent Primož Roglič last had van materiaalpech, waardoor hij veertig seconden verloor op Carapaz. 
| Ivrea – Como (232 km) |                    |                             |          |
| Plaats                | Naam               | Ploeg                       | Tijd     |
| 1                     | Dario Cataldo      | Astana Pro Team             | 5u48'15" |
| 2                     | Mattia Cattaneo    | Androni Giocattoli-Sidermec | z.t.     |
| 3                     | Simon Yates        | Mitchelton-Scott            | + 11"    |
| 4                     | Hugh Carthy        | EF Education First          | z.t.     |
| 5                     | Richard Carapaz    | Movistar Team               | z.t.     |
| 6                     | Vincenzo Nibali    | Bahrain-Merida              | z.t.     |
| 7                     | Miguel Ángel López | Astana Pro Team             | + 36"    |
| 8                     | Rafał Majka        | BORA-hansgrohe              | z.t.     |
| 9                     | Domenico Pozzovivo | Bahrain-Merida              | z.t.     |
| 10                    | Mikel Landa        | Movistar Team               | z.t.     |
|                       |                    |                             |          |
| 12                    | Bauke Mollema      | Trek-Segafredo              | + 51"    |
| 37                    | Jan Bakelants      | Team Sunweb                 | + 11'20" |

| Algemeen klassement |                    |                       |           |
| Plaats              | Naam               | Ploeg                 | Tijd      |
| Roze trui           | Richard Carapaz    | Movistar Team         | 64u24'00" |
| 2                   | Primož Roglič      | Team Jumbo-Visma      | + 47"     |
| 3                   | Vincenzo Nibali    | Bahrain-Merida        | + 1'47"   |
| 4                   | Rafał Majka        | BORA-hansgrohe        | + 2'35"   |
| 5                   | Mikel Landa        | Movistar Team         | + 3'15"   |
| 6                   | Bauke Mollema      | Trek-Segafredo        | + 3'38"   |
| 7                   | Jan Polanc         | UAE Team Emirates     | + 4'12"   |
| 8                   | Simon Yates        | Mitchelton-Scott      | + 5'24"   |
| 9                   | Pavel Sivakov      | Team INEOS            | + 5'48"   |
| 10                  | Miguel Ángel López | Astana Pro Team       | + 5'55"   |
|                     |                    |                       |           |
| 34                  | Pieter Serry       | Deceuninck–Quick-Step | + 50'21"  |

1e etappe ·
2e etappe ·
3e etappe ·
4e etappe ·
5e etappe ·
6e etappe ·
7e etappe ·
8e etappe ·
9e etappe ·
10e etappe ·
11e etappe ·
12e etappe ·
13e etappe ·
14e etappe ·
15e etappe ·
16e etappe ·
17e etappe ·
18e etappe ·
19e etappe ·
20e etappe ·
21e etappe
Startlijst · Eindstanden · Afbeeldingen